# Copris magicus
Copris magicus là một loài bọ cánh cứng trong họ Bọ hung (Scarabaeidae).